# Intendenturmateriel
Intendenturmateriel, (från ’intendent’ latin: ’intendo’ som betyder 'spänna', 'sträcka').
Intendenturmateriel är en militär beteckning på materiel för beklädnad, förläggning, förplägnad (det som behövs för soldatens överlevnad, utom personliga vapen) samt för drivmedels- och expeditionstjänst. Före avhästningen ingick även  furage.
Intendenturen avser ett verksamhetsområde för anskaffande, tillhandahållande och vård av livsmedel, drivmedel, bränsle samt allmän hushållning inklusive byggnader.